# Pierre Petrović-Njegoš
Pierre (Petar) Petrović-Njegoš de Monténégro, grand voïvode de Zahumlije, né le 10 octobre 1889 et décédé le 7 mai 1932, est un des membres de la famille royale du Monténégro et un combattant de la Première Guerre mondiale.

## Jeunesse
Le prince Pierre est le plus jeune des fils de Nicolas de Monténégro et de Milena Vukotić et nait à Cetinje. Il a pour parrain, Alexandre III de Russie et pour marraine, la duchesse d'Édimbourg.
Dans le contexte d'indépendance de la région, il lui tarde d'avoir un rôle à jouer, s'implique dans la Première Guerre balkanique, postule pour le trône d'Albanie qui a acquis son indépendance de la Turquie en 1912, c'est Guillaume de Wied qui est couronné.

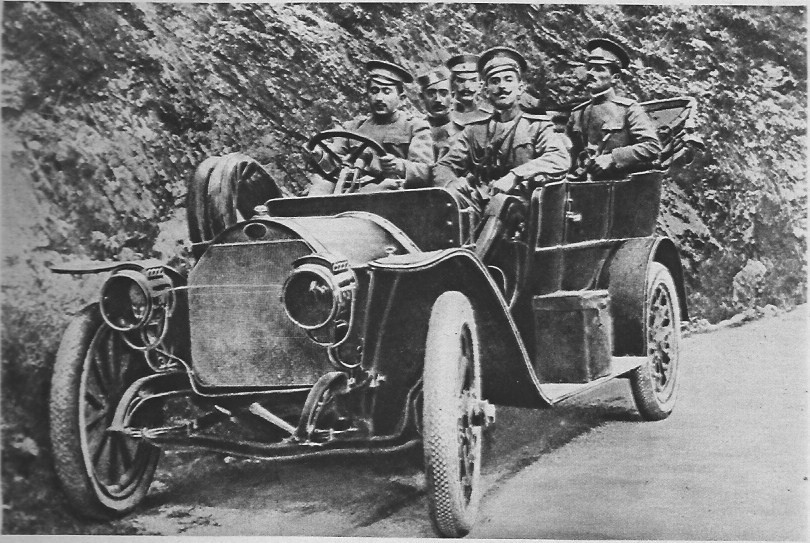
Le prince Pierre et son état-major, photographie dans Le Miroir.

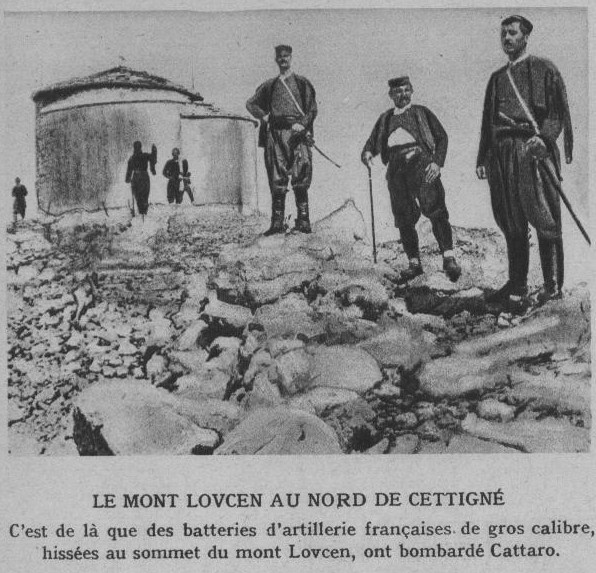
Le front de Lovcen.

## Première Guerre mondiale
En août 1914 il est commandant de la place de Lovcen contre les Austro-hongrois, il reçoit l'aide franco-anglaise ce qui lui permet d'avancer vers les bouches du Cattaro, faisant des prisonniers et capturant des canons aux troupes austro-hongroises.
En mai 1915, une rencontre très controversée a lieu à Budva entre le prince Pierre et le colonel austro-hongrois Hupka. Elle commence pour régler les bombardements aériens sur les villes, il y a des arrangements qui permirent de ravitailler les  Austro-hongrois avec des sandales serbes pour l'escalade et pour livrer Lovcen aux Austro-hongrois. La chute de Lovcen en 1916 est le début de la chute du Monténégro, il part en exil avec se famille pour organiser la résistance du pays depuis l'extérieur.

## Exil
Lors de son exil en France, le prince Pierre Petrović-Njegoš de Monténégro apprend la disparition du Monténégro en 1918, en tant que royaume, et la création du royaume de Yougoslavie qui est agréée par l'Assemblée de Podgorica. 
Après guerre, il s'éprend de Violet Wegner (en), dite Violette Brunet, une artiste de music hall britannique, fille d'un détective de Scotland Yard et veuve d'un aristocrate piémontais, le comte Sergio Brunetta d'Usseaux (fils du comte Eugenio Brunetta d'Usseaux). Le prince Pierre l'épouse le 29 avril 1924 et Violet se convertit à l'orthodoxie sous le prénom de Ljubica ; leur union sera sans descendance. Ils s'installent après leur mariage en principauté de Monaco. Pierre meurt le 7 mai 1932 à Merano et Violet le 17 octobre 1960 à Monte-Carlo. 

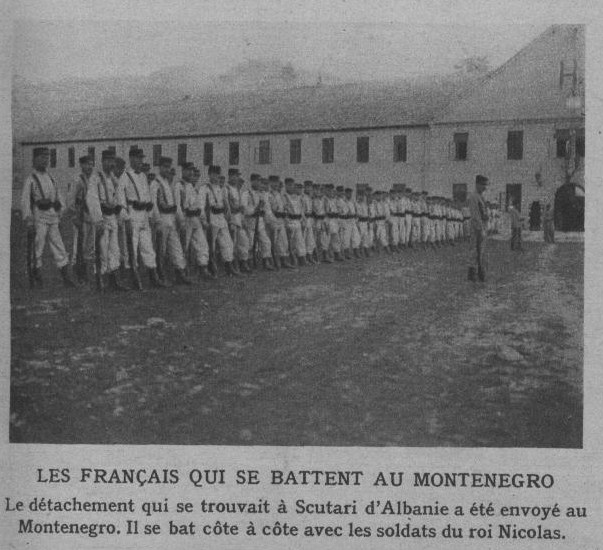
Troupes françaises combattant au Monténégro, photographie dans Le Miroir.